# Toshiyuki Hamaguchi

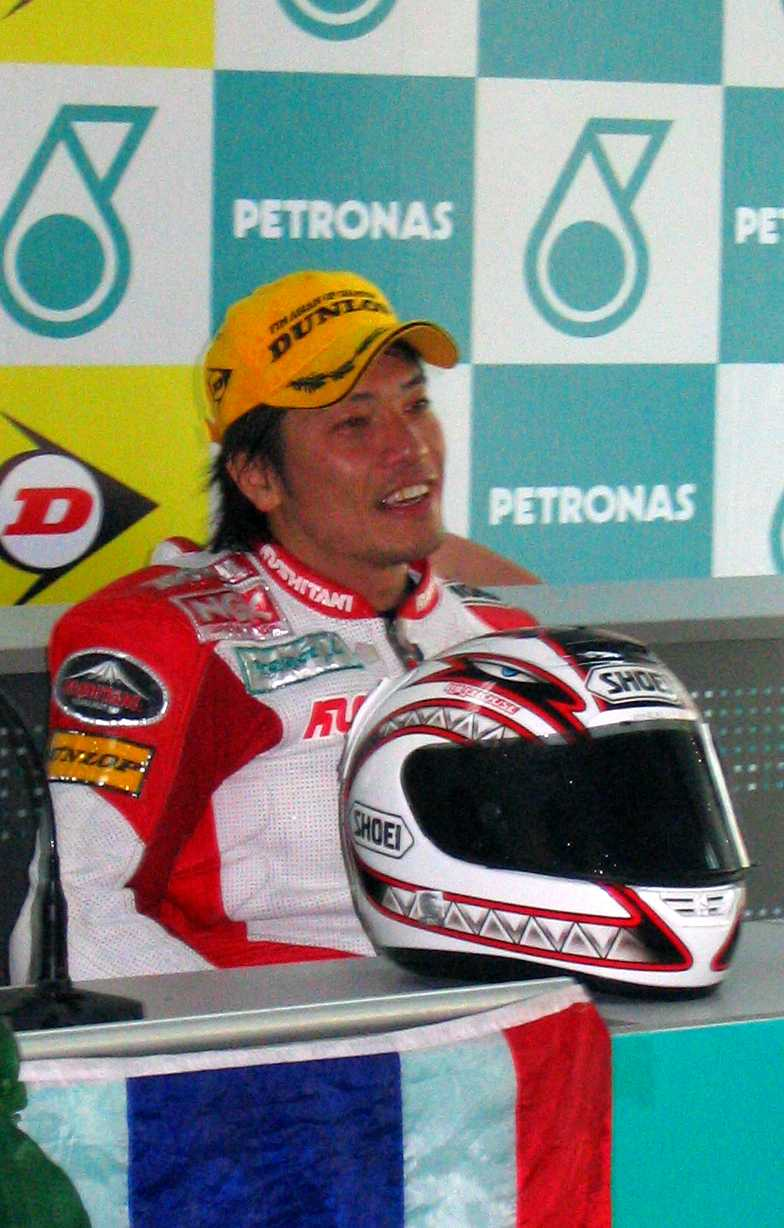

Toshiyuki Hamaguchi (4 de junho de 1970) é um motociclista japonês.